# Сивий капітан
«Сивий капітан» — науково-фантастичний роман українського радянського письменника Володимира Владка. Перший варіант роману Владко закінчив 1941 року незадовго до початку німецько-радянської війни, у скороченому вигляді було опубліковано в журналі «Піонерія», малюнки Михайла Штаєрмана. В повному обсязі твір мав бути виданий видавництвом «Дитвидав» та переданий до однієї з друкарень Одеси. Проте під час війни оригінал твору та вже видрукувані примірники було втрачено. Владко протягом 1957—1958 років на основі опублікованого раніше скороченого варіанту ґрунтовно переробив твір, 1959-го роман вийшов друком.

## Сюжет
Події в творі відбуваються у вигаданій країні Іберії (з натяком на Іспанію), у якій керує жорстока диктатура каудильйо Фернандеса. Олесь Гайдуков, що перебував там у полоні в концтаборі, повертається до Радянського Союзу. Їдучи в потязі, він потрапляє у аварію.
Наступного дня на одному з військових парадів, який проводили на честь диктатора, раптово зупиняються танкові колони та інша військова техніка. На площу виїздить незвичайний краплеподібний автомобіль, водій якого представляється Сивим капітаном, а авто називає «Люцифером». Що з латинської мови перекладається «Світлоносець», як і ім'я впалого ангела. Він виявляється невразливим до куль, Сивий капітан обіцяє скоре падіння диктатури і так само загадково зникає, як і з'явився. Начальник державної поліції Карло Кабанерос приходить до детектива Мігеля Хуанеса і тут до них телефонує Сивий капітан. Він заявляє, що діє самотужки.
Олесь отямлюється на борту «Люцифера». Помічник Сивого капітана, Валенто Клаудо, вважає його корисним. Однак, через аварію Олесь погано пам'ятає хто він. Хуанес намагається затримати автомобіль і думає, що «Люцифер» завдяки йому впав зі скель у море. Та незабаром автомобіль помічають в іншій частині Іберії. Сивий капітан зламує радіопередачу, звертаючись до народу зі спростуванням новин щодо своєї загибелі. Побоюючись, що каудильйо розгнівається на нього, начальник поліції береться розшукати базу Сивого Капітана. Олесь вирішує лишитися на «Люцифері», позаяк будь-де в Іберії його поява викличе підозри і переслідування. Сивий Капітан сприймає Олеся, як сина, і розповідає все.
Він колишній талановитий вчений та інженер Ернан Раміро, котрий через панування диктатури втратив дружину, сину, найкращого товариша Анхело Альвареса, сам перебував у концтаборі, але зумів утекти під час перевезення. З плином часу йому вдалося втілити в життя проєкт, над яким працював спільно із загиблим товаришем, так з'явився «Люцифер» — автомобіль, оточений електромагнітним силовим полем, здатний пересуватися з величезною швидкістю, плавати по воді та під водою, літати.
Тим часом Хуанесу вдається дізнатися, що під особою Сивого капітана може ховатися Ернан Раміро, якого вважають загиблим. Він обіцяє величезну нагороду тому, хто доставить Ернана живим чи мертвим. Олесь цікавиться джерелом енергії автомобіля, ним виявляється реактор термоядерного синтезу, винайдений Анхело Альваресом. Ця енергія дозволяє створювати антигравітони для подолання земного тяжіння. Олесь захоплюється технічним генієм Сивого капітана й його волею, але починає сумніватися в його можливості скинути диктатуру без підтримки народу.
На борт потрапляє Марта — дочка революціонера, колишнього друга Ернана. Вони з Олесем закохуються одне в одного, Ернан і Валенто згадують батьківські почуття і допускають пару до найважливіших секретів.
Олесь з Мартою зустрічаються з керівником повстання Фредо Вікторе, який критично налаштований щодо методів Сивого Капітана. Незважаючи на симпатію до молодої пари, Ернан відкидає всі аргументи Фредо і замикається в собі. Валенто відчуває, що все йде не так, але не сміє перечити Капітану, тим більше, що знає, шо той пережив.
Хуанес же довідується де може знаходитися база «Люцифера» — під водою в озері. Авіація скидає глибинні бомби. «Люцифера» вдається пошкодити, Мігель Хуанес лишається впевненим, що цього разу знищив його. Але Олесь, перебуваючи на капітанському мостику, приводить до тями Капітана і «Люцифер» проривається на свою базу.
На дні озера не виявлено жодних уламків, Мігель переконує генерала Франческо у виконанні місії, за яку отримує нагороду. Але Раміро переховується на базі в підводній печері. В процесі термоядерного синтезу він може отримати з інших елементів золото. Завдяки цьому йому вдалося замовити в інших країнах запчастини та при допомозі інших патріотів скласти автомобіль.
Після ремонту «Люцифер» потоплює міноносець. Марта зізнається Олесеві, що боїться Сивого капітана, що у своєму прагненні справедливості чимдалі стає гордовитим і самовпевненим. Олесь зауважує, що Ернан не задумується про долі простих людей, а хоче лише повалення диктатури, яких би жертв це не коштувало. «Люцифер» знищує все більші сили Іберії. Влада приховує ці випадки, а повстанці активізують діяльність. Олесь бачить, що Сивий капітан сам стає диктатором, презирливо ставиться до допомоги повстанців. Артилерія вистежує «Люцифера», та операція завершується провалом і загибеллю майже всіх бійців. Для спіймання Ернана вигадують заманити його до в'язниці Сан-Сальвадор, де заготовано пластмасові гранати, на яких не діє електромагнітне поле. Для цього замислюють стратити батька Марти, Сивий капітан встигає прибути до страти, але його автомобіль серйозно пошкоджують гранати. Він обіцяє страшну помсту і відлітає.
На узбережжі Сивий капітан і його пошкоджений «Люцифер» гинуть у нерівному повітряному бою проти десятків іберійських винищувачів. Відчуваючи загибель, Раміро заздалегідь висаджує команду, Олеся та Марту на далекому острові в океані, звідки їх незабаром забирає радянський корабель, що проходив поруч.

## Історія написання
Перший варіант роману був опублікований частинами в журналі «Піонерія» № 1-6 впродовж 1941 року. Фінал, поміщений до № 7, не було випущено, позаяк почалася війна. Повний розширений варіант планувалося опублікувати у видавництві «Дитвидав», але оригінал тексту разом з готовою версткою загинув під час війни в одній з друкарень Одеси. Український публіцист Володимир Бурбан вважав, що в Володимир Владко в образі Сивого капітана описав Йосипа Сталіна: «Можливо, навіть підсвідомо, коли в нашій країні був у розпалі сталінський терор, В. Владко відтворює модель відчуження вождя від народу („Капітан гордий, самовпевнений, холодний. І жорстокий! Для нього на світі є тільки одне: те, що він вирішив…“)».
У 1957—1958 роках Володимир Владко відновив текст, значно переробивши його. У 1957 році уривок з роману під назвою «Перша поява „Люцифера“» був надрукований в газеті «Київський комсомолець». Тільки в 1959-му повний текст був надрукований в київському видавництві «Молодь». Роман перевидавався окремо в збірках творів Владка в 1964, 1967, 1971, 1974, 1980 і 1990. Російською «Сивого капітана» було перекладено тільки в 2012 році, в 2016 відбулося перевидання.